# Russellville, Alabama
Russellville là một thành phố thuộc quận Franklin, tiểu bang Alabama, Hoa Kỳ. Dân số năm 2009 là 8961 người, mật độ đạt 258 người/km².